# Palacio de Villapadierna
El Palacio de Villapadierna fue un edificio situado en el barrio de Salamanca de la ciudad española de Madrid, actualmente desaparecido.

## Historia
La construcción del palacio se inició en 1892. Fue concebido como residencia privada de los Condes de Villapadierna, y ocupaba la parte norte de la manzana 229 del Barrio de Salamanca, lindando con las calles de Goya, Lagasca y Claudio Coello (la manzana quedaba cerrada al sur por la calle Jorge Juan).
El edificio fue proyectado por el arquitecto leonés Juan Bautista Lázaro, en un estilo ecléctico propio de muchos edificios del Madrid de finales del siglo XIX, en el que predominaban paramentos de ladrillo orlados de sillería, con amplios ventanales separados por columnas impostadas, y estructurado en sus cuatro alturas (tres plantas y buhardilla) por balaustradas y marcadas cornisas. La cubierta estaba resuelta mediante una azotea rematada con dos cúpulas de cuatro aristas revestidas de tejas de pizarra.
Durante la Guerra Civil Española, el palacio fue incautado por organizaciones revolucionarias, siendo convertido en una checa durante un tiempo. En 1940, tras el fin de la guerra, pasó a convertirse provisionalmente en el Instituto Femenino de Enseñanza Media “Beatriz Galindo”, hasta que el Ministerio de Educación expropió definitivamente el palacio a la familia del Conde de Villapadierna en 1944. El edificio se utilizó como centro educativo durante un cuarto de siglo, siendo mínimamente acondicionado y dotado progresivamente de construcciones anexas para absorber el creciente número de alumnas.
Finalmente, el palacio fue derribado en 1966, dando paso un nuevo edificio de arquitectura funcional que ha continuado albergando el Instituto Beatriz Galindo hasta la fecha.